# Abschnittsbefestigung Schloßberg (Tiefenbach)
Die Abschnittsbefestigung Schloßberg ist eine abgegangene frühmittelalterliche Abschnittsbefestigung im Süden von Schloßberg, einem Gemeindeteil der niederbayerischen Gemeinde Tiefenbach im Landkreis Landshut. Die Anlage wird als Bodendenkmal unter der Aktennummer D-2-7438-0301 als „frühmittelalterlicher Ringwall“ geführt. 700 m weiter nordöstlich befindet sich der Burgstall Schloßberg; zwischen beiden liegt in 400 m Entfernung noch ein „verebnetes Grabenwerk vor- und frühgeschichtlicher Zeitstellung“ (Aktennummer D-2-7438-0317 im Bayernatlas).

## Beschreibung
Die Abschnittsbefestigung Schloßberg liegt in einem Waldstück 400 m südlich der Isar und 1250 nördlich der Kirche St. Ulrich von Tiefenbach. Die hufeisenförmig abgerundete Anlage besitzt in Ost-West-Richtung eine Breite von 150 m und in Nord-Süd-Richtung eine Länge von 120 m. Der Innenraum wölbt sich in Ost-West-Richtung um etwa 4 m, in Nord-Süd-Richtung fällt er um 11 m ab. Auf der Ost-, Süd- und Westseite ist die Anlage durch einen 6 m hohen Abfall gesichert, im Norden wird sie durch einen Wall- und Grabenriegel abgeschlossen. 25 m südlich der Hangkante befindet sich ein offensichtlich alter Wegedurchlass, dessen hohlwegartige Senke sich noch im Innenraum fortsetzt. Sie wird als keltische Fluchtburg angesehen, die bereits um 450 v. Chr. niedergebrannt wurde.